# Разумейко Ілля Костянтинович
Разумейко Ілля Костянтинович (нар. 18 серпня 1989, Запоріжжя) — український композитор, музикант, автор опер, електронної та вокальної музики. Композитор, лібретист та перформер формації NOVA OPERA (2015—2020). Співзасновник (разом із композитором Романом Григорівим)  лабораторії сучасної опери OPERA APERTA та артдиректор міжнародного фестивалю сучасного мистецтва PORTO FRANKO.

## Життєпис

### 1989—2007
Ілля Разумейко народився у 1989 році у місті Запоріжжя. Розпочав музичну освіту у 2000 році з гри на класичній гітарі. У 2003—2007 роках Ілля навчався у Запорізькому музичному училищі по класу теорії музики (викл. Терещенко В.Л.). За роки навчання став лауреатом 42-х Всеукраїнських, Всеросійських та Міжнародних конкурсів як гітарист, музикознавець та композитор. Паралельно почав займатися композицією в класі композиторки Наталі Боєвої.  

### 2007—2012
У 2007—2012 роках Разумейко навчався в Національній музичній академії України по класу композиції (проф. Гаврилець Г.О.).    
У 2010 році, під час навчання в консерваторії, разом із композитором  Романом Григорівим  та дизайнером Ярославом Зенем заснував міжнародний фестиваль сучасного мистецтва  PORTO FRANKO в Івано-Франківську. В 2012—2013 році працював в Київській опереті. Значну частину творчого доробку студентського часу становила вокальна музика на різноманітні тексти:  німецькі — Гете, Гейне, Ленау, Рільке, Гайдеггер, англійські — Шекспіра, італійські — Діно Буцатті, російські – Пушкіна, Мандельштама, Ахматової, Тарковського, уривки з класичних оперних лібрето та латинські сакральні тексти. Серед перших виконавців його творів — солістка Київської опери Дар'я Князєва, солістка Віденської опери Олена Бєлкіна, оркестр  «Київська камерата» та інші.

### 2013—2015
У 2013 році переїжджає до Відня, для того щоб продовжити освіту у Віденській консерваторії (університет). З 2013 по 2020 рік навчався у Віденському університеті музики й виконавського мистецтва по класу композиції (проф. Мартін Ліхтфус та Карлгайнц Ессель). Під час перебування у Відні працював екскурсоводом, та розробив ряд екскурсійних турів, зокрема "Віденські кладовища", "Бруталізм в 23-му районі Відня" та "Червоний Відень: віденська соціалістична архітектура 1920-х—1930-х років"

### 2015—2020. Композитор та виконавець NOVA OPERA
Починаючи з 2015 року разом із композитором та диригентом  Романом Григорівим починає працювати з формацією NOVA OPERA.
Протягом театральних сезонів 2015—2019 композиторський дует створив та реалізував 8 оперних постановок, серед яких біблійна трилогій з режисером Владом Троїцьким IYOV — Babylon — ARK, сонОпера непрОсті (за лібрето Траса Прохасько), trap-opera WOZZECK та футуристична опера AEROPHONIA (лібрето Юрія Іздрика) неоопера-жах HAMLET (режисер Ростислав Держипільский), та опера-антиутопія GAZ (режисер Вірляна Ткач).
В якості композитора та соліста формації NOVA OPERA виступав в Україні (фестиваль Гогольfest, Національна опера України, фестиваль LvivMozArt), Польщі (шекспірівський театр у Гданську, велика зала центру споткання культур у Любліні), Данії (Копенгаген), Македоні (Скоп'є, Македонська опера), Австрії (Скляна зала Віденської філармонії), Франції (зал Корто та собор Сен-Мері), Голландії (Роттерlамські оперні дні) та США (Нью-Йорк, фестиваль сучасних опер Prototype, театр La Mama, церква св. Марії в Брукліні).
Восени 2018-го року опера-реквієм IYOV увійшла до ТОП-10 найкращих музично-театральних перформансів серед 436 претендентів з 55 країн за версією міжнародного конкурсу Music Theater Now.
У 2020 році Ілля Разумейко разом з Романом Григорівим та Владом Троїцьким став лауреатом Національної премії України імені Тараса Шевченка в номінації «Театральне мистецтво» за оперу «Йов».